# Кохання-зітхання 3
Кохання-зітхання 3 — російська сімейна комедія 2010 року. Продовження фільмів Кохання-зітхання та Кохання-зітхання 2.
Якщо минулого разу Андрій і Марина Голубєви помінялися тілами зі своїми дітьми, то в новому фільмі — зі своїми батькати.
У родині Голубєвих «стихійне лихо». Нікого не попереджаючи, приїхала теща — любителька музики. А за нею нагрянув свекор — полковник. Хоч з весілля минуло майже 20 років, мати Марини недолюблює Андрія, а батько Андрія навіть не приховує, що мріяв про іншу дружину для сина.
Помінявшись тілами, діти краще стали розуміти батьків, а батьки дітей.